# Inga (vlinders)
Inga is een geslacht van vlinders uit de familie van de sikkelmotten (Oecophoridae).

## Soorten
Deze lijst van 60 stuks is mogelijk niet compleet.
- I. calycocentra (Meyrick, 1931)
- I. callierastis (Meyrick, 1920)
- I. camelopis (Meyrick, 1920)
- I. canariella (Busck, 1909)
- I. cancanodes (Meyrick, 1918)
- I. capsaria (Meyrick, 1914)
- I. castigata (Meyrick, 1926)
- I. catasticta (Meyrick, 1920)
- I. caumatias (Meyrick, 1928)
- I. cerophaea (Meyrick, 1914)
- I. ciliella (Busck, 1908)
- I. cnecodes (Meyrick, 1920)
- I. concinna (Meyrick, 1911)
- I. concolorella (Beutenmüller, 1888)
- I. conserva (Meyrick, 1914)
- I. corystes (Meyrick, 1914)
- I. cretacea (Zeller, 1873)
- I. cupidinea (Meyrick, 1914)
- I. custodita (Meyrick, 1928)
- I. cyclophthalma (Meyrick, 1916)
- I. chlorochroa (Meyrick, 1911)
- I. deligata (Meyrick, 1914)
- I. dilecta (Meyrick, 1920)
- I. distorta (Meyrick, 1920)
- I. elaphodes (Meyrick, 1930)
- I. empyrea (Meyrick, 1920)
- I. encamina (Meyrick, 1911)
- I. entaphrota (Meyrick, 1915)
- I. erasicosma (Meyrick, 1916)
- I. eriocnista (Meyrick, 1931)
- I. erotias (Meyrick, 1911)
- I. fundigera (Meyrick, 1911)
- I. furva (Meyrick, 1916)
- I. genuina (Meyrick, 1914)
- I. haemataula (Meyrick, 1911)
- I. halosphora (Meyrick, 1916)
- I. helobia (Meyrick, 1931)
- I. hyperbolica (Meyrick, 1928)
- I. icterota (Meyrick, 1914)
- I. inflammata (Meyrick, 1916)
- I. iracunda (Meyrick, 1914)
- I. lacunata (Meyrick, 1914)
- I. leptophragma (Meyrick, 1920)
- I. libidinosa (Meyrick, 1926)
- I. loxobathra (Meyrick, 1915)
- I. meliacta (Meyrick, 1914)

- I. mercata (Meyrick, 1914)
- I. mimobathra (Meyrick, 1920)
- I. mixadelpha (Meyrick, 1914)
- I. molifica (Meyrick, 1914)
- I. molybdopa (Meyrick, 1920)
- I. mydopis (Meyrick, 1914)
- I. neospila (Meyrick, 1928)
- I. obscuromaculella (Chambers, 1878)
- I. orthodoxa (Meyrick, 1911)
- I. orthophragma (Meyrick, 1916)
- I. pachybathra (Meyrick, 1921)
- I. pagana (Meyrick, 1916)
- I. pagidotis (Meyrick, 1918)
- I. percnorma (Meyrick, 1930)
- I. pericyclota (Meyrick, 1920)
- I. perioditis (Meyrick, 1928)
- I. petasodes (Meyrick, 1914)
- I. phaeocrossa (Meyrick, 1911)
- I. plectanota (Meyrick, 1918)
- I. porpotis (Meyrick, 1914)
- I. proditrix (Hodges, 1974)
- I. pyrothyris (Meyrick, 1916)
- I. rhodoclista (Meyrick, 1916)
- I. rimatrix (Hodges, 1974)
- I. rosea (Meyrick, 1920)
- I. ruricola (Meyrick, 1914)
- I. satura (Meyrick, 1914)
- I. sciocrates (Meyrick, 1928)
- I. sciotoxa (Meyrick, 1914)
- I. semotella (Walker, 1864)
- I. separatella (Walker, 1864)
- I. signifera (Meyrick, 1914)
- I. sparsiciliella (Clemens, 1864)
- I. speculatrix (Meyrick, 1914)
- I. staphylitis (Meyrick, 1916)
- I. stativa (Meyrick, 1920)
- I. stereodesma (Meyrick, 1916)
- I. textrina (Meyrick, 1914)
- I. thermoxantha (Meyrick, 1914)
- I. traili (Butler, 1877)
- I. trifurcata (Meyrick, 1918)
- I. trygaula (Meyrick, 1911)
- I. tubicen (Meyrick, 1921)
- I. versatilis (Meyrick, 1921)
- I. voluptaria (Meyrick, 1914)